# James George Philp

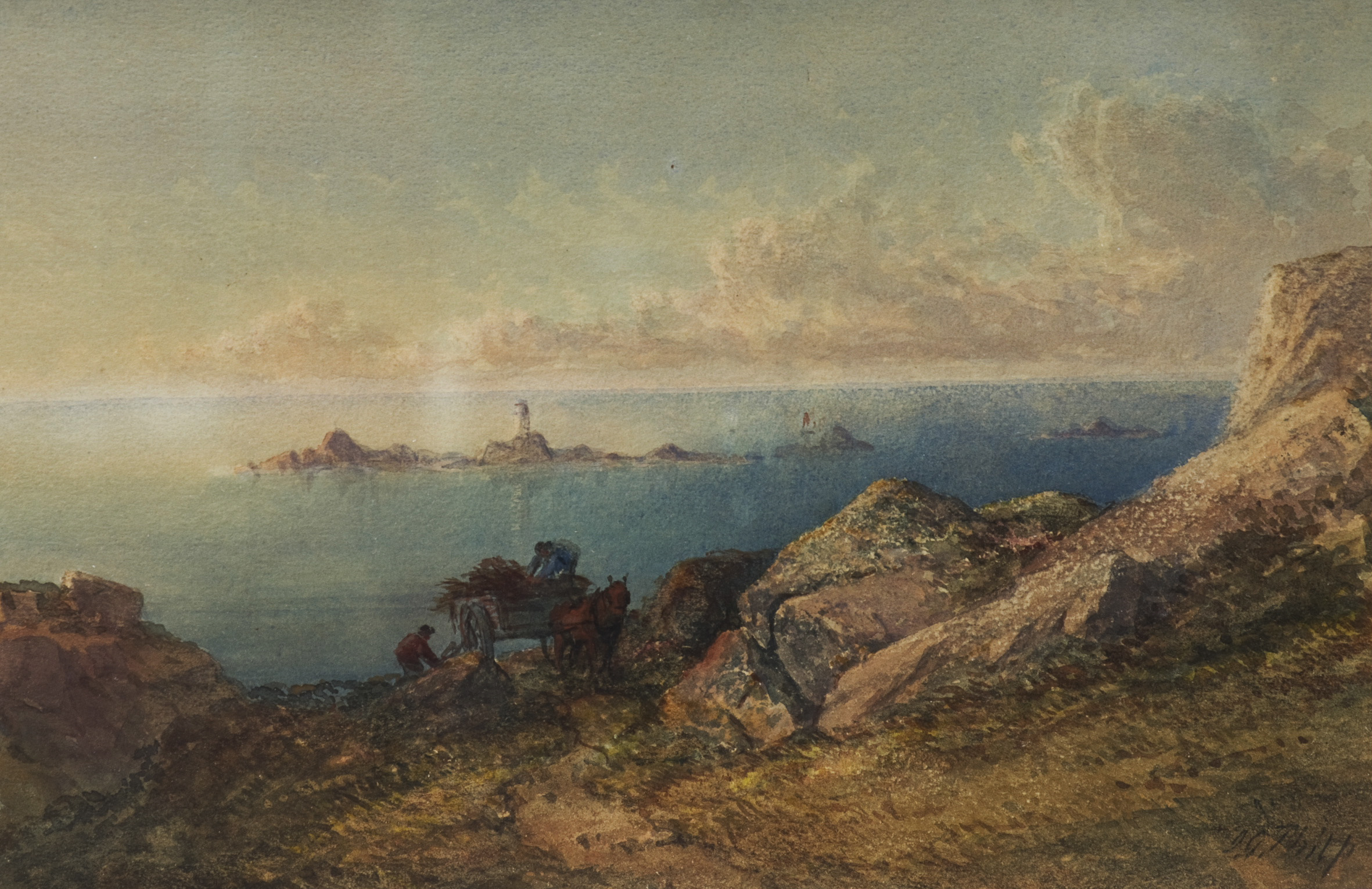
Seetangsammler

James George Philp (* 1816 in Falmouth, Cornwall; † 11. April 1885 ebenda) war ein englischer Landschaftsmaler und lebte in Falmouth.

## Leben
Seine Eltern waren Henry und Elizabeth Philp. Sie stammten aus Falmouth, wo James George Philp 1816 geboren wurde und die meiste Zeit seines Lebens verbrachte. Dort machte er auch zum ersten Mal als Künstler auf sich aufmerksam, als er 1834 mit seinem Ölbild Marine View from Pendennis bei der jährlichen Ausstellung der Royal Cornwall Polytechnic Society den ersten Preis der zweiten Klasse gewann. Es folgten weitere Auszeichnungen für View of Falmouth und View of St Michael's Mount (1835; Bronzemedaille). Später war Philp als Mitglied der Jury tätig. 1836 zog er mit seiner Familie nach Bristol, 1841 lebten sie nach dem Tod des Vaters in Budock.
Philps Bilder sind fast ausschließlich in Devon und Cornwall entstanden, wobei er eine besondere Vorliebe für Küstenansichten entwickelte. Nachdem er 1846 nach London gezogen war, stellte er noch im gleichen Jahr erstmals in der Royal Academy of Arts aus. Es handelte sich um zwei Landschaftsbilder in Öl. Danach widmete er sich jedoch vor allem der Aquarellmalerei. 1856 wurde er außerordentliches und 1863 ordentliches Mitglied der New Society of Painters in Water-Colours. Von 1848 bis 1885 stellte er in London insgesamt 364 Werke aus, davon neun bei Ausstellungen der Royal Academy of Arts, fünf bei der Society of British Artists (Suffolk Street) und 348 bei der New Watercolour Society.
Um 1851 wohnte Philp wieder in Falmout, mit seiner Mutter und der 19-jährigen Schwester Mary, die als Zeichenlehrerin arbeitete. Später sind sie wieder in Budock nachweisbar. Philp hielt sich außerdem Anfang der 1860er Jahre mehrfach in Wales auf. 1861 heiratete er Mary Jane Powell in Clifton. Mit ihrem Sohn George und Verwandten lebten sie um 1881 in Falmouth. Dort starb Philp 1885.